# 성공예감 (텔레비전 프로그램)
《성공예감》은 한국방송공사의 텔레비전 교양 프로그램이다. 제2의 인생을 그려나가는 주인공들의 인생 도전기를 잔잔한 감동과 함께 은퇴 및 명퇴 설계의 가이드 역할을 함과 동시에 참된 인생의 의미라는 주제를 다루었다.

## 방송 회차
2011년
| 회차  | 방송일   | 부제                                                                        |
| ----- | -------- | --------------------------------------------------------------------------- |
| 1회   | 1월 3일  | 셰프가 된 광고장이                                                          |
| 2회   | 1월 4일  | 셰프가 된 광고장이                                                          |
| 3회   | 1월 5일  | 진희 씨의 손과 함께한 시간                                                  |
| 4회   | 1월 6일  | 진희 씨의 손과 함께한 시간                                                  |
| 5회   | 1월 7일  | 인생 홈런을 노리다 - 져니맨 최익성                                          |
| 6회   | 1월 10일 | 큐 소리 대신 먹을 놓는다 - 한옥 목수 김기호                                 |
| 7회   | 1월 11일 | 큐 소리 대신 먹을 놓는다 - 한옥 목수 김기호                                 |
| 8회   | 1월 12일 | 고물에서 찾은 보물 - 김기남                                                 |
| 9회   | 1월 13일 | 고물에서 찾은 보물 - 김기남                                                 |
| 10회  | 1월 14일 | 고물에서 찾은 보물 - 김기남                                                 |
| 11회  | 1월 17일 | 커피에 삶의 향기를 담다 - 실버 바리스타 백정자                              |
| 12회  | 1월 18일 | 커피에 삶의 향기를 담다 - 실버 바리스타 백정자                              |
| 13회  | 1월 19일 | 택시기사 임기락 씨의 행복한 오락실                                          |
| 14회  | 1월 20일 | 할머니 손맛으로 다시 일어서다 - 78세 감주 CEO 임순희                        |
| 15회  | 1월 21일 | 할머니 손맛으로 다시 일어서다 - 78세 감주 CEO 임순희                        |
| 16회  | 1월 24일 | 희망을 찌는 떡집 - 석창근 씨 가족의 창업 성공기                             |
| 17회  | 1월 25일 | 희망을 찌는 떡집 - 석창근 씨 가족의 창업 성공기                             |
| 18회  | 1월 26일 | 쇠를 녹이는 여자 - 유쾌한 상숙 씨                                           |
| 19회  | 1월 27일 | 쇠를 녹이는 여자 - 유쾌한 상숙 씨                                           |
| 20회  | 1월 28일 | 나는 아저씨 디자이너다 - 인쇄 광고 제윤도 씨                                |
| 21회  | 1월 31일 | 바다에서 건진 희망 - 대게부부 최의수, 장민숙                                |
| 22회  | 2월 7일  | 달콤한 인생을 만든다 - 케이크 디자이너 전미경                               |
| 23회  | 2월 8일  | 달콤한 인생을 만든다 - 케이크 디자이너 전미경                               |
| 24회  | 2월 9일  | 나전칠기, 디자인을 입다” 김영준                                             |
| 25회  | 2월 10일 | 나전칠기, 디자인을 입다” 김영준                                             |
| 26회  | 2월 11일 | 정직한 아빠국수 김현섭씨                                                    |
| 27회  | 2월 14일 | 전역 육군 대령의 큐레이터 도전기                                            |
| 28회  | 2월 15일 | 전역 육군 대령의 큐레이터 도전기                                            |
| 29회  | 2월 16일 | PD & 아나운서에서 된장 CEO로, 시간을 거꾸로 가는 부부의 두 번째 인생 도전기 |
| 30회  | 2월 17일 | PD & 아나운서에서 된장 CEO로, 시간을 거꾸로 가는 부부의 두 번째 인생 도전기 |
| 31회  | 2월 18일 | 도배지 위에 다시 쓰는 행복, 도배기능사 최해순                               |
| 32회  | 2월 21일 | 아저씨 손맛, 입맛을 사로잡다 - 반찬가게 구흥대                              |
| 33회  | 2월 22일 | 아저씨 손맛, 입맛을 사로잡다 - 반찬가게 구흥대                              |
| 34회  | 2월 23일 | 꽃보다 아줌마! - 영숙씨, 천개의 희망을 꽃 피우다                            |
| 35회  | 2월 24일 | 꽃보다 아줌마! - 영숙씨, 천개의 희망을 꽃 피우다                            |
| 36회  | 2월 25일 | 화덕에 행복을 굽는다 - 피자가게 김부곤                                      |
| 37회  | 2월 28일 | 뜬구름 잡는 딸기 CEO, 이병호                                                |
| 38회  | 3월 1일  | 뜬구름 잡는 딸기 CEO, 이병호                                                |
| 39회  | 3월 2일  | 살아있어 행복하다는 정이래씨의 양말찬가                                     |
| 40회  | 3월 3일  | 인형으로 세상에 말 걸다 - 닥종이인형 작가 박창우                            |
| 41회  | 3월 4일  | 인형으로 세상에 말 걸다 - 닥종이인형 작가 박창우                            |
| 42회  | 3월 7일  | 이효일의 궁궐 이야기 (1부) - 역사지킴이 이효일의 찬란한 궁궐 이야기         |
| 43회  | 3월 8일  | 이효일의 궁궐 이야기 (2부) - 인생 2막의 소망, 우리                          |
| 44회  | 3월 9일  | 생선을 굽는 남자, 임시영 氏                                                 |
| 45회  | 3월 10일 | 생선을 굽는 남자, 임시영 氏                                                 |
| 46회  | 3월 11일 | 주말마다 결혼식에 서는 남자 - 전문주례자 강순만                             |
| 47회  | 3월 14일 | 24시간 꿈이 익어가는 빵집 - 제빵왕 유승화                                   |
| 48회  | 3월 15일 | 24시간 꿈이 익어가는 빵집 - 제빵왕 유승화                                   |
| 49회  | 3월 16일 | 행복을 송이 째 따는 날들 - 주태우, 권선옥 부부의 귀농일기                   |
| 50회  | 3월 17일 | 행복을 송이 째 따는 날들 - 주태우, 권선옥 부부의 귀농일기                   |
| 51회  | 3월 18일 | 희망을 펑펑 터트리는 뻥튀기장수 김진왕                                      |
| 52회  | 3월 21일 | 마음으로 훈련하는 마음이 아빠 - 애견훈련사 김종권                           |
| 53회  | 3월 22일 | 마음으로 훈련하는 마음이 아빠 - 애견훈련사 김종권                           |
| 54회  | 3월 23일 | 간장게장 옹고집 김지호씨                                                    |
| 55회  | 3월 24일 | 간장게장 옹고집 김지호씨                                                    |
| 56회  | 3월 25일 | 즐거운 인생~ 즐거운 요리사 - 이탈리안 분식집 장순규                         |
| 57회  | 3월 28일 | 기적소리 마술사 홍수복 역장 1부                                             |
| 58회  | 3월 29일 | 홍수복 역장의 인생 2막 마술 도전기 2부                                      |
| 59회  | 3월 30일 | <토털 생활 서비스 사업>, 이승덕씨                                           |
| 60회  | 3월 31일 | <토털 생활 서비스 사업>, 이승덕씨                                           |
| 61회  | 4월 1일  | 손두부 빚는 뮤지션, 고소한 성공이야기                                       |
| 62회  | 4월 4일  | 세상을 밝히는 양초를 요리한다 - 양초공예가 박혜정                           |
| 63회  | 4월 5일  | 세상을 밝히는 양초를 요리한다 - 양초공예가 박혜정                           |
| 64회  | 4월 6일  | 나는 목수다 - 초보 목수 김영준                                              |
| 65회  | 4월 7일  | 나는 목수다 - 초보 목수 김영준                                              |
| 66회  | 4월 8일  | 파이를 사랑한 연구원 - 내 이름은 황규철                                     |
| 67회  | 4월 11일 | 80년의 술맛 - 3대를 잇는 이규행, 송향주 부부                                |
| 68회  | 4월 12일 | 80년의 술맛 - 3대를 잇는 이규행, 송향주 부부                                |
| 69회  | 4월 13일 | 행복으로 빚은 만두 이야기 - 유오근                                          |
| 70회  | 4월 14일 | 행복으로 빚은 만두 이야기 - 유오근                                          |
| 71회  | 4월 15일 | 헌책에서 길을 찾다 - 홍성남 김영애 부부                                     |
| 72회  | 4월 18일 | 건강밥상지킴이 대한민국 채소 소믈리에 1호 - 김은경의 맛있는 채소 이야기     |
| 73회  | 4월 19일 | 건강밥상지킴이 대한민국 채소 소믈리에 1호 - 김은경의 맛있는 채소 이야기     |
| 74회  | 4월 20일 | 한종선 & 이혜종 부부의 펜션 창업기                                          |
| 75회  | 4월 21일 | 한종선 & 이혜종 부부의 펜션 창업기                                          |
| 76회  | 4월 22일 | 법조인 출신 김치 CEO 최상만씨                                               |
| 77회  | 4월 25일 | 아스파라거스, 너는 내 운명! - 농사꾼 임동진                                 |
| 78회  | 4월 26일 | 아스파라거스, 너는 내 운명! - 농사꾼 임동진                                 |
| 79회  | 4월 27일 | 유리와 사랑에 빠지다 - 유리공예가, 홍성길                                   |
| 80회  | 4월 28일 | 유리와 사랑에 빠지다 - 유리공예가, 홍성길                                   |
| 81회  | 4월 29일 | 매일 결혼하는 여자 - 최고령 웨딩플래너 김길선                               |
| 82회  | 5월 2일  | 백아산 나물 사나이 - 김규환                                                 |
| 83회  | 5월 3일  | 백아산 나물 사나이 - 김규환                                                 |
| 84회  | 5월 4일  | 카누를 타고 행복을 건지다 - 장목순 씨                                       |
| 85회  | 5월 5일  | 카누를 타고 행복을 건지다 - 장목순 씨                                       |
| 86회  | 5월 6일  | 손님과 친구가 되는 낭만 고기 집                                             |
| 87회  | 5월 9일  | 안서연·윤보연 부부의 자연을 닮은 밥상                                       |
| 88회  | 5월 10일 | 안서연·윤보연 부부의 자연을 닮은 밥상                                       |
| 89회  | 5월 11일 | 색소폰 부는 경찰관, 자전거를 연주하다                                       |
| 90회  | 5월 12일 | 색소폰 부는 경찰관, 자전거를 연주하다                                       |
| 91회  | 5월 13일 | 디지털 시대에 아날로그적 감성을 그리다- POP 아티스트 이순화                 |
| 92회  | 5월 16일 | 0.1% 명품을 키우는 손 - 비단잉어 양식 이태은                                |
| 93회  | 5월 17일 | 0.1% 명품을 키우는 손 - 비단잉어 양식 이태은                                |
| 94회  | 5월 18일 | 책책, 책을 만드는 남자 - 북아티스트 김진섭                                  |
| 95회  | 5월 19일 | 건강을 요리하는 여자 - 친환경 요리연구가 권양희                             |
| 96회  | 5월 20일 | 건강을 요리하는 여자 - 친환경 요리연구가 권양희                             |
| 97회  | 5월 23일 | 기마무예의 맥을 잇는다 - 고성규 윤미라 부부                                 |
| 98회  | 5월 24일 | 기마무예의 맥을 잇는다 - 고성규 윤미라 부부                                 |
| 99회  | 5월 25일 | 세월의 흔적을 만드는 남자 - 가죽공예 홍정기 씨                              |
| 100회 | 5월 26일 | 세월의 흔적을 만드는 남자 - 가죽공예 홍정기 씨                              |
| 101회 | 5월 27일 | 자연을 선물합니다 - 실내조경 이경자                                         |